# 二噻英

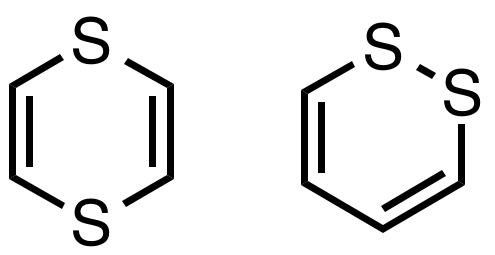
1,4-二噻英和1,2-二噻英结构

二噻英（英語：Dithiin）或二噻英类化合物，是一类含有化学式为的六元不饱和含硫杂环结构的有机物。最简单的二噻英已确认其有两种同分异构体，为1,4-二噻英和1,2-二噻英，化学式均为(C2H2)2S2。从结构上看，其为8π电子体系，若其为平面分子则具有反芳香性，然而其和环辛四烯一样，均为非平面分子，所以不具有反芳香性。其衍生物乙烯基二噻英是大蒜中常见的一种物质，准确来说应该称为3-乙烯基-4H-1,2-二噻英。对于是否存在1,3-二噻英是未知的。

## 1,4-二噻英
1,4-二噻英是两种二噻英中研究最多的一个。其常用α-巯代羰基化合物缩合得到，如加热 HSCH2CH(OEt)2就可以产生1,4-二噻英结构母体。1,4-二噻英是非平面分子，且可被氧化形成自由基阳离子。1,4-二噻英受光激发可发生[2+2]环加成反应，形成二聚分子。
其衍生物噻蒽是1,4-二噻英与两个苯环结合得到。

## 1,2-二噻英
1,2-二噻英较为不稳定，其容易失去一个硫原子形成对应的噻吩衍生物：
C4R4S2  →   C4R4S  +  "S"
其一般为酒红色，在一些菊科花朵色素中就含有1,2-二噻英结构。